# Professor ZoBell's arbejdsmetode
|  | Denne artikel er oprettet af botten PalnaBot ud fra en ekstern database. Den kan derfor have sproglige fejl eller mangler. Denne skabelon kan fjernes efter kontrol af indholdet. |

Professor ZoBell's arbejdsmetode er en dokumentarfilm fra 1952 instrueret af Hakon Mielche.

## Handling
En af Galathea-ekspeditionens opgaver var at undersøge bakterielivet på de store havdybder. Professor ZoBell fra Californien viser, hvorledes det lykkedes ham at bevise, at der findes bakterier, som lever på bunden af Filippinergraven under et tryk af 1000 atmosfærer.